# Шехреке-Мохендесийе-Зерай
Шехреке-Мохендесийе-Зерай (перс. شهرک مهندسی زراعی‎) — посёлок на севере Ирана, в остане Альборз. Входит в состав шахрестана Фердис. Является частью дехестана (сельского округа) Мешкинабад бахша Мешкиндешт.

## География
Посёлок находится в юго-восточной части Альборза, к югу от хребта Эльбурс, на расстоянии менее одного километра к югу от Кереджа, административного центра провинции. Абсолютная высота — 1276 метров над уровнем моря.

## Население
По данным переписи 2006 года население посёлка составляло 4276 человек (2202 мужчины и 2074 женщины). В Шехреке-Мохендесийе-Зерае насчитывалось 1181 домохозяйство. Уровень грамотности населения составлял 86,09 %. Уровень грамотности среди мужчин составлял 87,51 %, среди женщин — 84,57 %.